# Зригатта
Зригатта (осет. Зригæттæ) — село в Алагирском районе Республики Северная Осетия-Алания. Входит в состав Нарского сельского поселения.

## География
Село расположено в Закинском ущелье, на левом берегу реки Закка. Находится в 10 км к юго-востоку от центра сельского поселения Нар.

## Население
| 2002 | 2010 | 2021 |
| ---- | ---- | ---- |
| 0    | ↗13  | ↘8   |